# Latresne
Latresne ist eine französische Gemeinde im Département Gironde in der Region Nouvelle-Aquitaine. Die Gemeinde liegt im Einzugsgebiet der Stadt Bordeaux. Während Latresne im Jahr 1962 noch über 1969 Einwohner verfügte, zählt man aktuell 3.699 Einwohner (Stand 1. Januar 2022). Im Gemeindegebiet mündet das Flüsschen Pimpine in die Garonne.
Die Gemeinde gehört zum Kanton Créon im Arrondissement Bordeaux.

## Bevölkerungsentwicklung
| Jahr                      | 1962 | 1968 | 1975 | 1982 | 1990 | 1999 | 2011 | 2016 |
| Einwohner                 | 1969 | 2175 | 3025 | 3266 | 3142 | 3195 | 3278 | 3425 |
| Quelle: Cassini und INSEE |      |      |      |      |      |      |      |      |

## Weinbau
Latresne ist eine Weinbaugemeinde; die Rebflächen gehören zur Appellation Premières Côtes de Bordeaux in der Weinbauregion Entre-Deux-Mers.

## Baudenkmäler

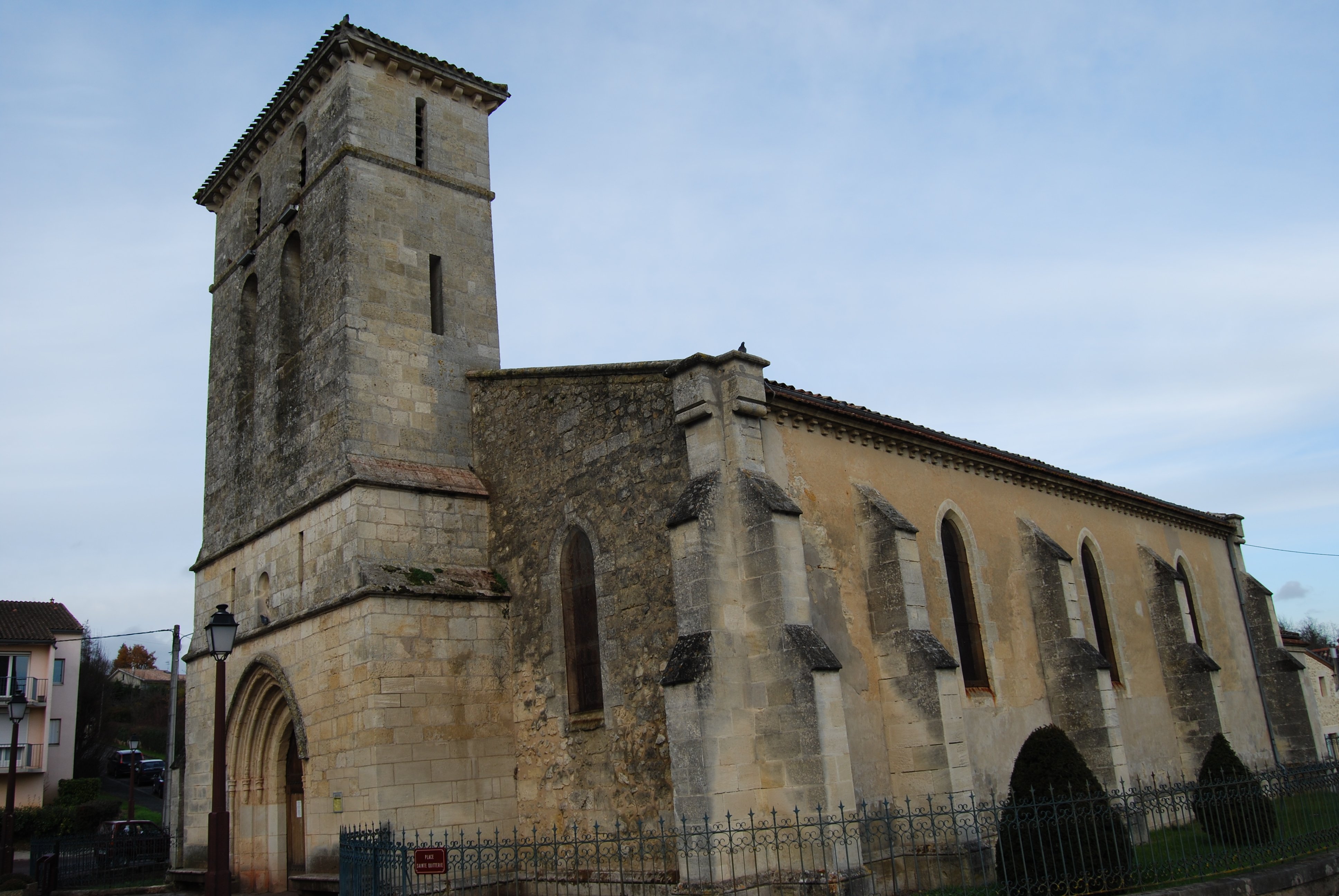
Kirche Saint-Aubin

- Siehe auch: Liste der Monuments historiques in Latresne
- Kirche Saint-Aubin